# VIS Dinamiti
VIS Dinamiti je glazbena rock skupina iz Osijeka. 
Sastav je osnovala grupa mladića u proljeće 1964. godine koju su činili; Krunoslav Kićo Slabinac (ritam gitara), Alberto Krasnići (bas-gitara), Miroslav Šaranović (bubnjevi), Vladimir Lazić (orgulje) i Antun Nikolić Tuca (solo gitara).

## Povijest grupe
Bubnjar Šaranović je vrlo brzo po osnutku prešao u sarajevsku grupu Indexe, a zamijenio ga je Ratko Divjak. Nastupali su po lokalnim plesovima i gostovali po drugim gradovima. Godine 1967. pobjeđuju na Gitarijadi u Zagrebu i odlaze u München gdje nastupaju u klubu P. N. Hit House. Dinamiti su bili tipični reproduktivni rock sastav onog vremena, mogli su svirati sve i svuda, tako da su članovi grupe stekli reputaciju izuzetnih instrumentalista.
Dinamiti su pod velikim utjecajem soul-jazz orguljaša Jimmyja Smitha i zvuka The Alan Price, 1965. godine snimili svoju jedinu sačuvanu instrumentalnu temu. Od samog početka sastav se koristio ulogama dvojice ključnih članova (Slabinac, Nikolić), između vokalnog i instrumentalnog. 1967. godine prije nego što će Slabinac otići na odsluženje vojnoga roka, Dinamiti izvode skladbu Raya Charlesa, "Crying Time". Odlaskom Slabinca mijenja se gotovo čitava postava sastava. Najveći uspjeh grupe iz tog vremena bila je Kićina pjesma "Plavuša" s kojom je kasnije postigao prve uspjehe kao solist u glazbeno zabavnim vodama.
Po povratku u zemlju, Slabinac i Nikolić dobivaju poziv za vojsku, a na njihovo mjesto dolaze Dado Topić (kao basist i pjevač) i Josip Boček (solo gitara), koji su u to vrijeme bili članovi sastava Eliksiri.
Ova postava Dinamita ubrzo postaje koncertna senzacija, po cijeloj ondašnjoj Jugoslaviji zahvaljujući svojim izuzetnim instrumentalistima koji su mogli beskonačno improvizirati u izvedbama hitova progresivnog rocka (koji je tada ušao u modu). 
Nakon ljetnog nastupa u Rovinju, 1969. godine VIS Dinamiti se raspada, jer Topić odlazi u beogradsku Korni grupu u kojoj mu se uskoro pridružuje i gitarist Josip Boček.

## Tonski zapisi
- Čađava mehana, Čačak kolo, 1967., (Radio Beograd)
- Crying time - Krunoslav Slabinac i Dinamiti

## Vanjske poveznice
- Discogs.com - Dinamiti (diskografija)